# Liești (gmina)
Liești – gmina w Rumunii, w okręgu Gałacz. Obejmuje tylko jedną miejscowość Liești. W 2011 roku liczyła 8902 mieszkańców. 